# Xorg.conf
El archivo xorg.conf es un archivo usado para configurar el servidor X.Org. Típicamente está ubicado en 
la ruta /etc/X11/xorg.conf, aunque su ubicación puede variar entre sistemas operativos.
Durante mucho tiempo, fue necesaria la edición manual de xorg.conf para hacer funcionar sistemas con monitores múltiples y dispositivos de entrada avanzados. Esto fue considerado como un problema de usabilidad mayor. En sistemas modernos esto rara vez es necesario, gracias a la conexión en caliente y la extensión RandR integrada en lanzamientos recientes de X.Org.